# Pippi i el senyor Sense Son
Pippi i el senyor Sense Son (originalment en letó, Bize un Neguļa) és una pel·lícula d'animació letona de 2017, dirigida per Edmunds Jansons. El 4 de desembre de 2020 es va estrenar el doblatge en català.
Al Festival Internacional de Cinema de Varsòvia, la pel·lícula va rebre el Premi del Públic en la categoria de curtmetratges infantils.

## Sinopsi
La petita Bize vol recuperar l'atenció dels seus pares. Per això, juntament amb el seu amic imaginari Negulis, pensa com enviar el seu germà petit i la seva àvia a la Lluna.